# Нікі Педерсен
Ніккі Педерсен (народився 2 квітня 1977 року в Оденсе) — данський спідвеїст.

## Біографія

### Спортивна кар'єра
Нікі розпочав свою спідвейну кар'єру в данському Fjelsted Speedway Klub, за який виступав у 1993—1997 роках. Безперервно виступає в польській лізі з 1999 року. За цей час представляв кольори Start Gniezno, GKM Grudziądz, Wybrzeże Gdańsk, ZKŻ Zielona Góra, RKM Rybnik. У командному чемпіонаті Данії у 2003 році він приєднався до Holsted Speedway Club. Того ж року став чемпіоном світу в особистому заліку. Це також була його перша медаль в історії стартів у SGP. У 2004—2005 роках знову виступав за Zielona Góra. У сезоні 2006 року перейшов до Stal Rzeszów. За образу директора серії Гран-Прі, Оле Олсена, під час змагань командного Кубка світу 2006 року Педерсен і Ян Штехманн були покарані Міжнародною дисциплінарною комісією (18 вересня 2006 року). У Педерсена забрали права гонщика терміном на 6 місяців з дискваліфікацією на 6 місяців (покарання діяло з 1 квітня 2007 року по 1 жовтня 2007 року). Крім того, він повинен був заплатити 2/3 від 2000 швейцарських франків (Штехманн 1/3 цієї суми). Проте обидва подали апеляцію до Міжнародного апеляційного суду, який 19 грудня 2006 року залишив без змін умовний вирок, але розділив штраф навпіл.
У сезоні 2007 року вдруге в кар'єрі став особистим чемпіоном світу. Протягом усього SGP 2007 року він набрав 196 очок, чим встановив новий рекорд серії. Того ж року у кольорах «Сталі» він досяг найвищого середнього показника у заїзді в Екстралізі. Він склав 2,730 очок на один заїзд. Через рік він захистив титул особистого чемпіона світу. В тому сезоні Нікі виграв лише один раунд SGP 2008, але дев'ять разів поспіль стояв на подіумі. Перемігши в серії 2008 року, він став першим данцем і другим спортсменом (після Тоні Рікардссона) в епоху Гран-прі, який захистив свій титул чемпіона світу. У 2008—2009 роках представляв Włókniarz Częstochowa. У 2008 році він знову став найкращим гравцем ліги (2,853).
У сезонах 2010 і 2011 виступав за Stal Gorzów. Сезон 2012 Нікі провів у Wybrzeże Gdańsk. Втретє в кар'єрі він записав найвищий середній результат в Екстралізі (2,605). Після п'ятирічної перерви виграв медаль чемпіонату світу (срібло). Сезон 2013 провів у Stal Rzeszów. У сезонах 2014—2017 виступав за Unia Leszno, з якою в сезонах 2015 і 2017 років виграв перші командні титули чемпіона Польщі в кар'єрі. У травні 2017 року під час матчу чемпіонату Данії отримав травму шийних хребців, через що був змушений достроково завершити сезон. У 2018 році він повернувся на трек і в польській лізі приєднався до Unia Tarnów, а в сезоні 2019 року повернувся до Falubaz Zielona Góra. Після сезону 2019 він підписав контракт з GKM Grudziądz, куди повернувся через дев'ятнадцять років. У 2020 році його середній показник становив 2,057, а роком пізніше — 2,059. У червні 2022 року отримав травму, яка виключила його з участі у змаганнях до кінця сезону.

### Особисте життя
Брат Ронні Педерсена і дядько Бастіана Педерсена, також спідвеїсти.

## Клубна приналежність
Данія
- Team Fjelsted (1996—1997)
- Brovst Speedway Club (1998—2002)
- Holsted Tigers (2003–)

Швеція
- Filbyterna Linköping (1997—1998)
- Västervik Speedway (1999—2001)
- Eskilstuna Smederna (2002—2005)
- Getingarna Speedway (2006—2007)
- Lejonen Gislaved (2008—2010)
- Vargarna Norrköping (2011—2013)
- Dackarna Målilla (2014—2015)
- Lejonen Gislaved (2016)
- Västervik Speedway (2018—2019)
- Masarna Avesta (2020)

Велика Британія
- Newcastle Diamonds (1998)
- Wolverhampton Wolves (1999—2000)
- King's Lynn Stars (2001—2002)
- Oxford Cheetahs (2003)
- Eastbourne Eagles (2003—2007)
- Peterborough Panthers (2011)
- Peterborough Panthers (2023)

Польща
- Start Gniezno (1999)
- GKM Grudziądz (2000)
- Wybrzeże Gdańsk (2001)
- Falubaz Zielona Góra (2002)
- RKM Rybnik (2003)
- Falubaz Zielona Góra (2004—2005)
- Stal Rzeszów (2006—2007)
- Włókniarz Częstochowa (2008—2009)
- Stal Gorzów Wielkopolski (2010—2011)
- GKŻ Wybrzeże Gdańsk (2012)
- Stal Rzeszów (2013)
- Unia Leszno (2014—2017)
- Unia Tarnów (2018)
- Falubaz Zielona Góra (2019)
- GKM Grudziądz (2020—2023)
- Stal Rzeszów (2024–)

Росія
- Мега-Лада Тольяти (2006—2008)
- Мега-Лада Тольяти (2012)

Чехія
- Olymp Praga (2011—2013)

## Досягнення
- Триразовий чемпіон світу в особистому заліку (2003, 2007 і 2008)
- Чотириразовий командний чемпіон світу (2006, 2008, 2012 і 2014)
- Семиразовий командний чемпіон Данії (2003, 2004, 2006, 2007, 2009, 2014 і 2021)
- Семиразовий особистий чемпіон Данії (2002, 2003, 2005, 2006, 2008, 2009 і 2011)

## Нагороди
- 2008: Årets smålänning[12]

## Виноски
1. ↑  http://www.bbc.co.uk/manchester/content/articles/2005/09/16/belle_vue_speedway_final_160905_feature.shtml
2. ↑  https://www.facebook.com/pages/Odense-Denmark/110637728959835
3. ↑  http://www.speedwaygp.com/rider/nicki-pedersen
4. ↑  http://www.speedwayeuro.com/riders/p/1/pedersen---5-nicki.html
5. ↑  , Redakcja, "Nicki Pedersen mistrzem świata!"
6. ↑  Zabawa z prądem może dać złoto (пол.), 26 серпня 2013
7. ↑  , Wirtualna Polska Media, "Nicki Pedersen mistrzem świata!"
8. ↑  Koniec sezonu Nickiego Pedersena! – FOGO Unia Leszno – oficjalny serwis (пол.)
9. ↑  , Redakcja, "Trzykrotny mistrz świata Nicki Pedersen w sezonie 2018 będzie zawodnikiem Unii Tarnów"
10. ↑  , Martyna Olejnik, "Nicki Pedersen w Falubaz Zielona Góra na sezon 2019"
11. ↑  , Wirtualna Polska Media, "Żużel. Gwiazda PGE Ekstraligi wraca do zdrowia. Wiemy, kiedy Pedersen może wyjechać na tor"
12. ↑  Stefan Liv utsedd till Årets smålänning - P4 Jönköping | Sveriges Radio (швед.). sverigesradio.se. Процитовано 13 лютого 2020.